# Laufgraben

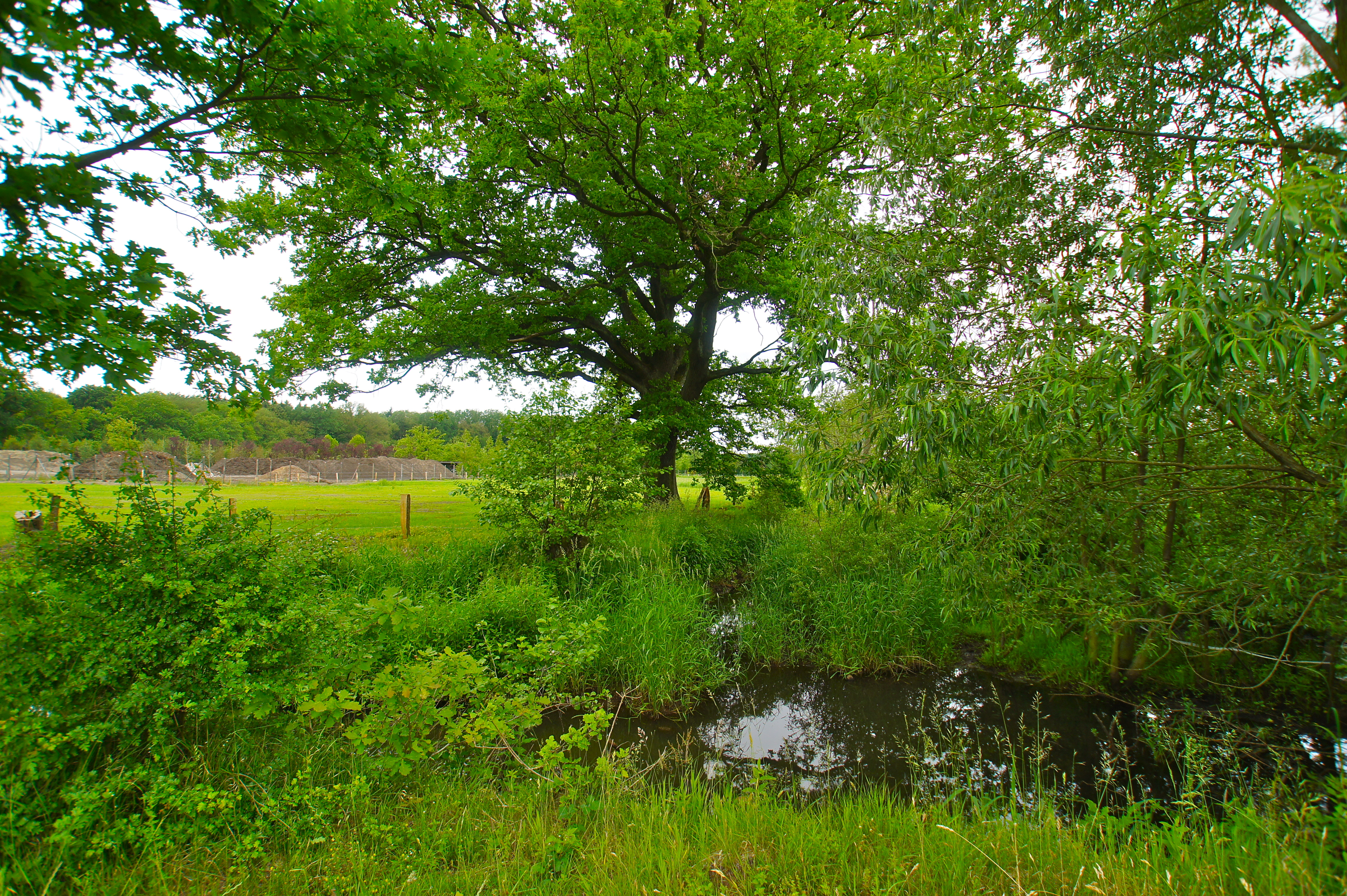
Aiguabarreig amb el Wedeler Au al camí rural n°82

El Laufgraben (en baix alemany Lööpgraven o Loopgraven) és un riu d'Alemanya que neix a Slesvig-Holstein al nord de la selva Klövensteen i que desemboca a l'Wedeler Au a Rissen a l'estat d'Hamburg.
El consell del districte d'Altona va programmar l'obra per tal d'assegurar el pas de la fauna aquàtica, segons la directiva marc de l'aigua. El riu té un paper important per a connectar els diferents biòtops protegits per tal de crear una xarxa contínua que permet la migració i el mestissatge de la fauna. Es proposa d'augmentar el nivell del mantell freàtic i reduir la velocitat de l'evacuació de les aigües per tal de tornar a crear prats mullats.

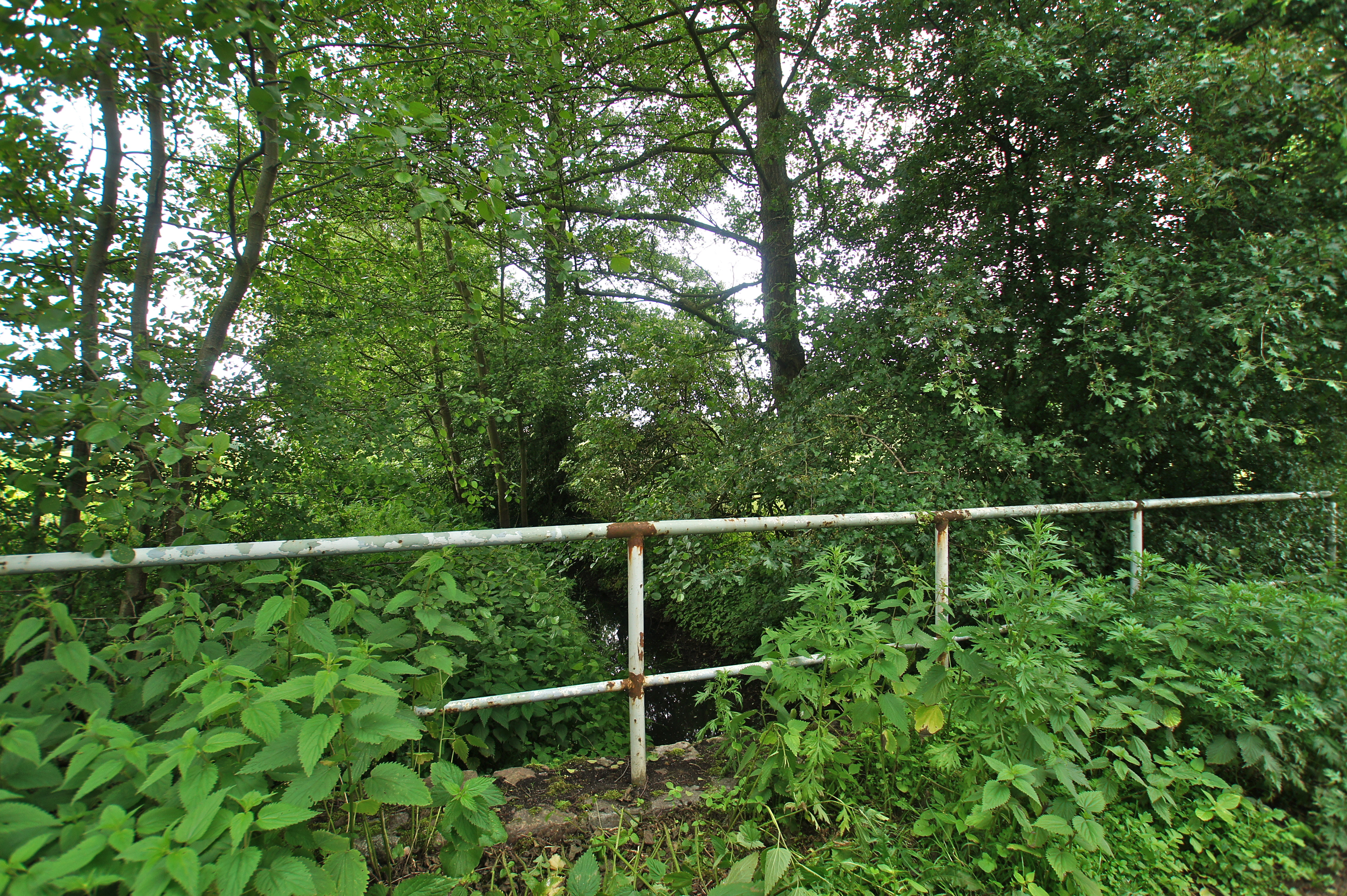
Pont del camí rural (Feldweg) N° 90
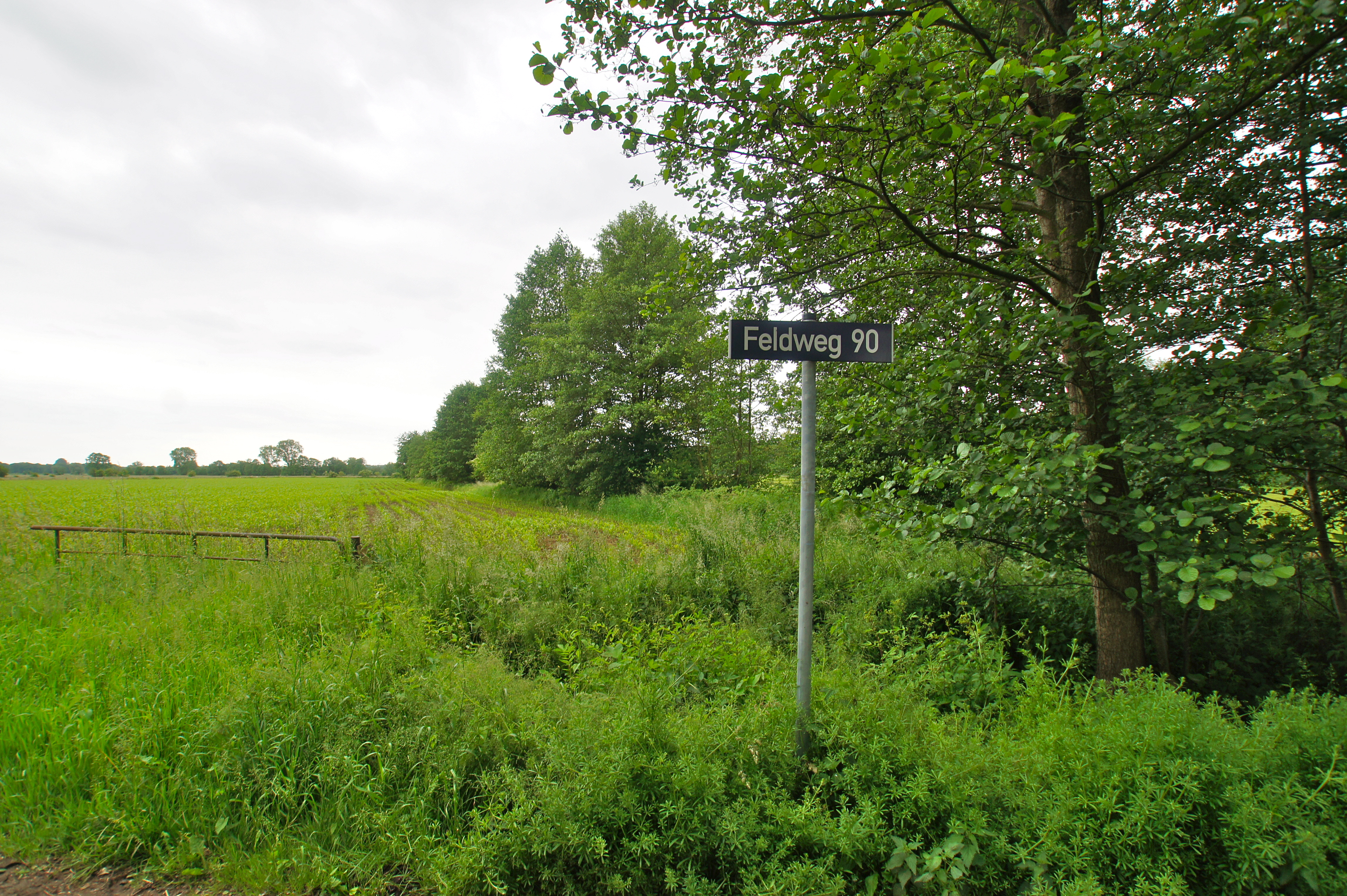
La vall del Laufgraben des del camí n°90
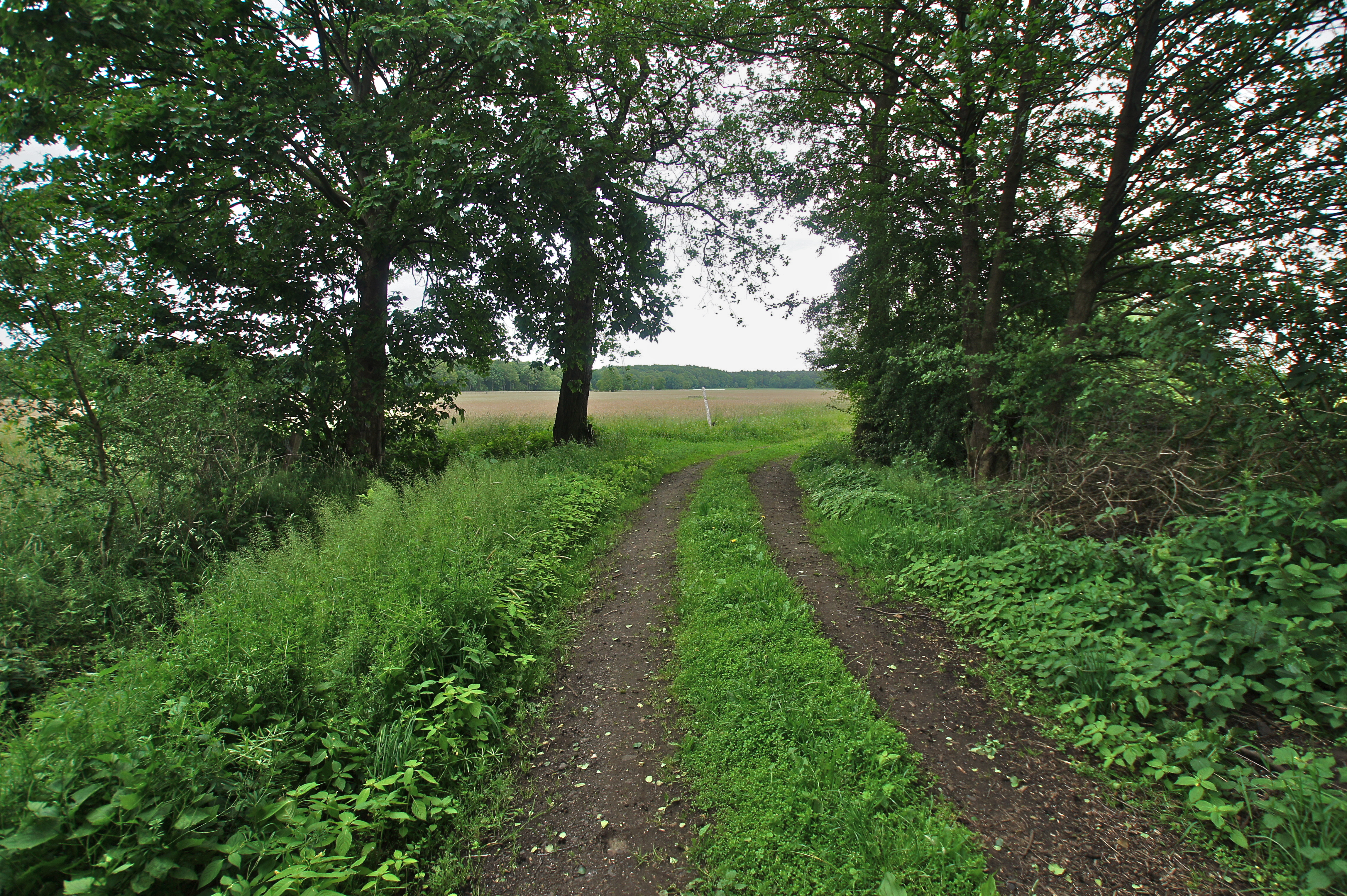
El camí n°83 baixa vers el Laufgraben
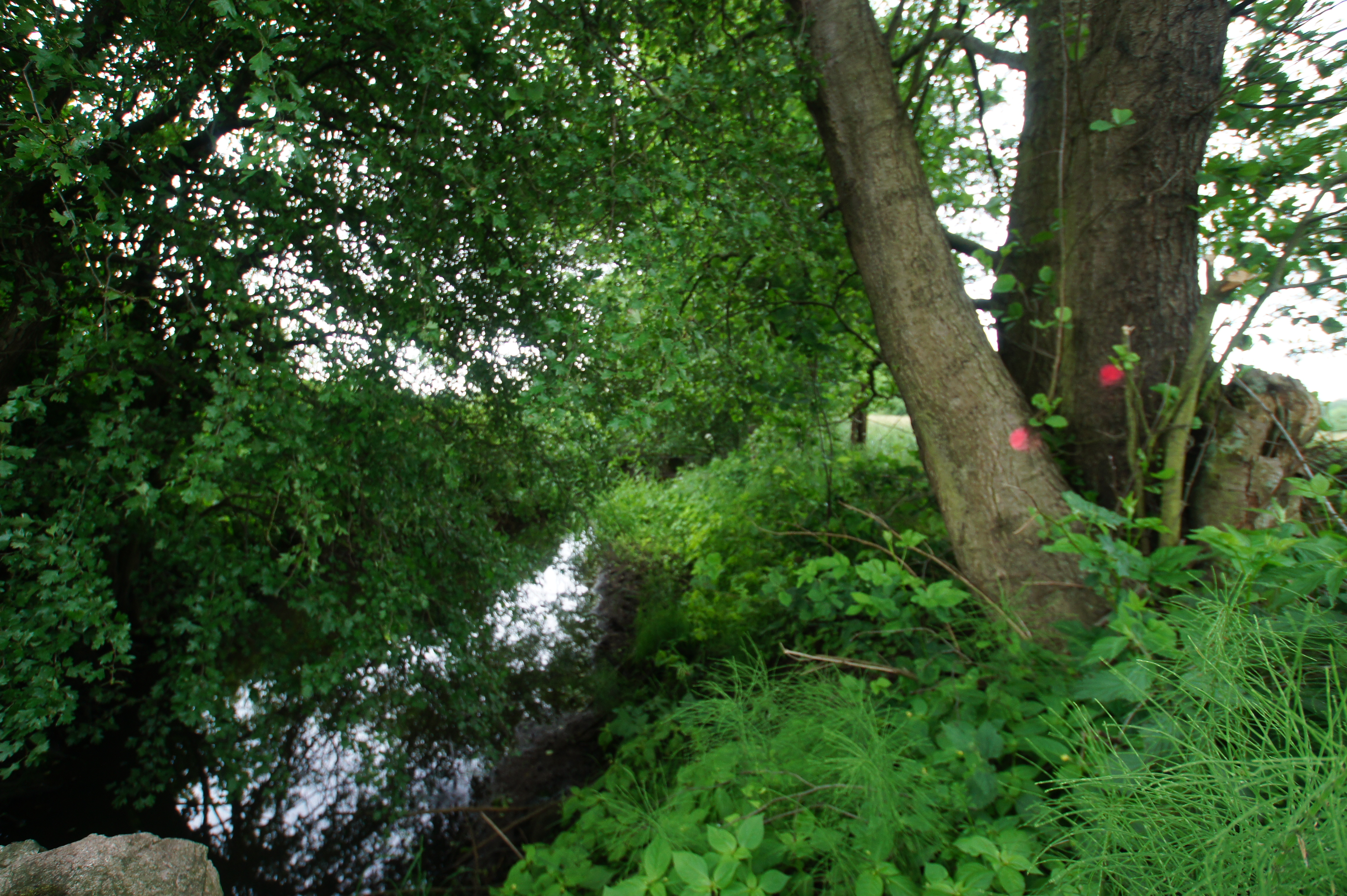
El riu en travessar el camí n°83
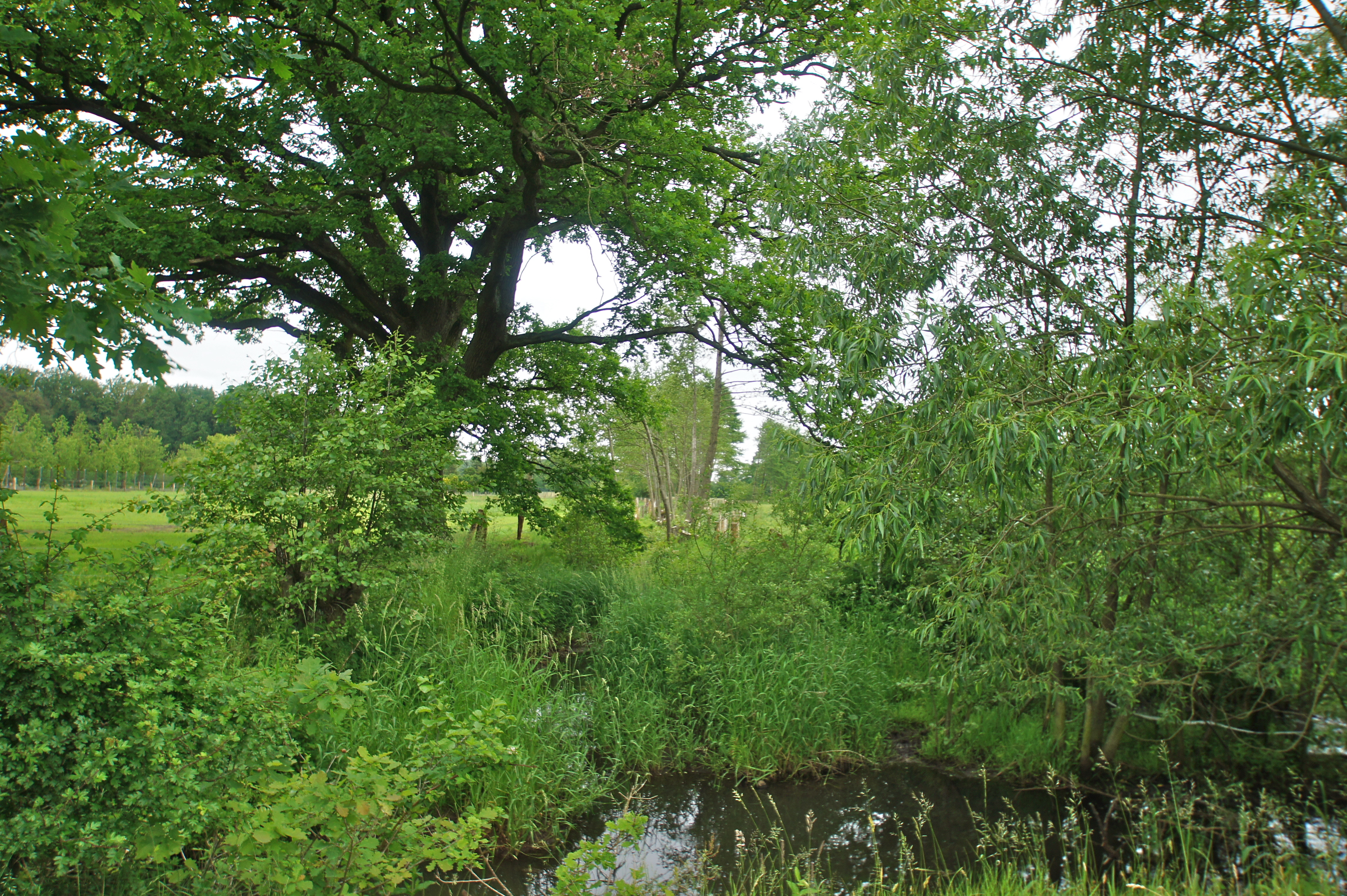
Aiguabarreig amb el Wedelbek

## Afluent
- Seggergraben